# 克氏海螄螺
克氏海螄螺（学名：Epitonium clementinum）为海螄螺科海螄螺屬下的一个种。